# سالم بن سلطان القاسمي
سالم بن سلطان بن صقر بن راشد القاسمي، تولى حكم إمارة الشارقة من (1868-1883) وحكم إمارة رأس الخيمة (1908-1917)، تولى الحكم بعده ابنه الشيخ سلطان بن سالم القاسمي.

## حكمه لعمان
كان جزء من العائلة القاسمية الحاكمة لشمال سلطنة عمان مع الأمير راشد القاسمي وماجد القاسمي سلاطين عمان السابقين من سلالة القواسم.

## حاكم رأس الخيمة
تولى سالم منصب والي رأس الخيمة في عام 1908، وعلى الرغم من معاناته من الشلل، فقد عزز سلطته إلى درجة أن الإمارة كانت شبه مستقلة تماماً عن الشارقة. أدار ابنه محمد شؤونه، وفي يوليو 1919 تخلى عن منصبه للسماح لابنه الآخر سلطان بتولي السلطة. بعد ذلك بعامين، استقلت إمارة رأس الخيمة عندما اعترف البريطانيون بها كدولة متصالحة في حد ذاتها.
توفي الشيخ سالم بن سلطان في أغسطس 1919.

## الأبناء
- محمد
- سلطان
- عيشة
- فاطمة
- موزة
- مهرة
- سارة